# Doctrine du Big Stick
Cet article possède un paronyme, voir Big Stick.

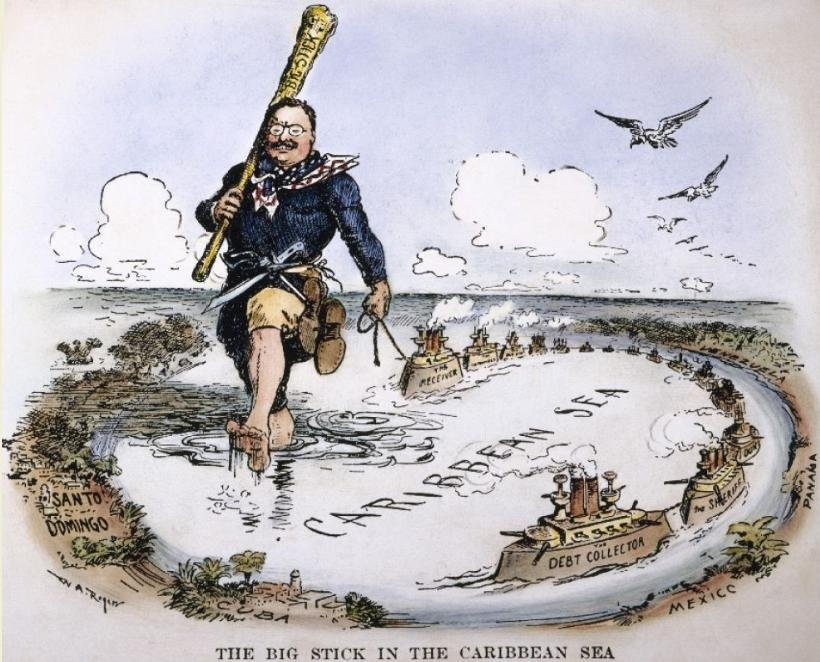
Caricature de 1904 montrant Roosevelt armé de son « gros bâton » (big stick) en train de patrouiller dans la mer des Caraïbes.

La doctrine du Big Stick, ou diplomatie au gourdin, est une expression désignant la politique étrangère menée par le président Theodore Roosevelt au début du XXe siècle. Cette doctrine vise à faire assumer aux États-Unis le rôle de gendarme du continent américain et justifie leur intervention dans les affaires internes d'autres pays au titre de maintien de la stabilité géopolitique de la région.

## Origine et signification

### Origine
Le nom de diplomatie au gourdin provient d'un proverbe ouest-africain que Roosevelt appréciait : « Speak softly and carry a big stick, you will go far », ce qui signifie : « Parle doucement et porte un gros bâton, tu iras loin ».

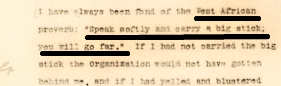
Lettre de Theodore Roosevelt témoignant le premier usage de l'expression.

Roosevelt a souvent mentionné ce proverbe pour exprimer son point de vue sur la politique intérieure et étrangère des États-Unis. La première mention connue du public est une lettre à un ami nommé Henry L. Sprague datée du 26 janvier 1900 lorsque Roosevelt occupait la fonction de gouverneur de New York. Il emploie de nouveau cette expression dans son discours le 2 septembre 1901 à Minneapolis à l'occasion de l'ouverture de la Foire d’État du Minnesota. Dans son discours, Roosevelt dit que les intérêts de chaque Américain sont indissociables. Ils gagnent et perdent ensemble. Il élargit ces propos aux pays voisins des États-Unis, et en tant que pays influent du XXe siècle, il est de leur devoir d'assurer et de promouvoir la justice dans leur pays mais aussi au-delà des frontières. Son explication détaillée du proverbe est la suivante :
« If a man continually blusters, if he lacks civility, a big stick will not save him from trouble, and neither will speaking softly avail, if back of the softness there does not lie strength, power. [...] if the boaster is not prepared to back up his words, his position becomes absolutely contemptible. »
— Theodore Roosevelt
        
« Si un homme fanfaronne régulièrement, s'il manque de bienséance, un gros bâton ne le sauvera pas de ses problèmes, et parler doucement ne l'aidera pas non plus, si ni la force ni le pouvoir ne se cachent derrière sa douceur. [...] Si le fanfaron n'est pas préparé à défendre ses propos, sa position devient absolument méprisable. »
Dans le cadre de la position internationale des États-Unis, on peut l'interpréter comme suit : Les États-Unis, en tant que puissance du XXe siècle et garant de la justice, doivent pouvoir assurer leurs engagements, protéger le pays et ses intérêts. À la suite de l'assassinat du président McKinley le 14 septembre 1901, Roosevelt lui succède en tant que vice président des États-Unis. Il va ainsi appliquer sa vue de la diplomatie durant son mandat de 1901 à 1909.

### Appropriation de la doctrine Monroe
La doctrine Monroe stipule que toute intervention européenne dans les affaires des États de l'Amérique serait jugée comme un acte hostile envers les États-Unis. Dans un discours du 6 décembre 1904 adressé au Congrès américain, Roosevelt dit : "All that this country desires is to see the neighboring countries stable, orderly, and prosperous", ce qui signifie : "Tout ce que notre pays désire est de voir la stabilité, l'ordre et la prospérité des pays voisins". Il ajoute dans son discours que toute tentative perçue comme un acte conduisant à un déséquilibre politique du continent américain, engendrerait une intervention des États-Unis en tant que policier international. La combinaison de la diplomatie au gourdin et l'appropriation de la doctrine Monroe donne un justificatif à un large panel d'interventions économiques et militaires des États-Unis sur le continent américain. Ces interventions pourront d'abord être des tractations entre diplomates, puis la mise en place d'une forte pression diplomatique et enfin une menace d'intervention militaire avec déploiement de troupes comme au Panama.

## Applications de la diplomatie

### L'affaire du canal du Panama
Un canal reliant l'océan Atlantique à l'océan Pacifique était un projet vital pour l'expansion commerciale et militaire des États-Unis. Ce projet permettrait d'éviter aux bateaux de faire le tour de l'Amérique du Sud. Par exemple, l'USS Oregon a dû réaliser un périple de 22 000 km lors de son changement d'affectation du Pacifique à l'Atlantique en vue de la Guerre hispano-américaine de 1898.

#### Le projet du Nicaragua
Les projets de construction de canaux du Panama et du Nicaragua furent proposés au gouvernement américain en même temps. Le projet du Nicaragua fut d'abord retenu mais à la suite de désaccords avec le gouvernement du Nicaragua, un changement d'opinion du Sénat américain en 1902, des campagnes de lobbying et de désinformation menées par Philippe Bunau-Varilla et William Nelson Cromwell, il fut abandonné en faveur du Canal du Panama. Des travaux de la Compagnie universelle du canal interocéanique de Panama étaient en cours depuis 1880. À la suite des efforts combinés de Philippe Bunau-Varilla et William Nelson Cromwell, la Compagnie céda le projet au gouvernement américain. Cette cession fut officialisée par le Traité Hay-Bunau-Varilla le 18 novembre 1903.

#### La Colombie
En 1903, la Colombie est propriétaire de la province du Panama et donc du canal. Des pourparlers sont donc entamés entre les États-Unis et le gouvernement colombien au sujet des droits sur le canal du Panama. La Colombie adhère au projet mais les députés s'opposent au traité juste avant sa ratification. Les négociations se rompent. Les États-Unis décident de renverser le gouvernement colombien dans la province du Panama et soutiennent la révolution panaméenne en envoyant des bâtiments de l'US Navy au large des villes de Colón et Panama pour dissuader l'armée colombienne d'intervenir. Ces bâtiments sont l'Atlanta, le Maine, le Mayflower et le Prairie à Colón, et le Boston, le Marblehead, le Concord et le Wyoming à la ville de Panama. Le nouveau pays, reconnu dans les jours suivants par les États-Unis, s'empresse de reconnaître le Traité Hay-Bunau-Varilla et cède à perpétuité le canal aux États-Unis. Le canal a été terminé et ouvert en 1914.

### Cuba
À la suite de la guerre hispano-américaine de 1898, l'Espagne renonce au contrôle de l'île qui devient théoriquement indépendante. Néanmoins, les États-Unis mettent en place une tutelle militaire faisant office de gouvernement. Certains hauts fonctionnaires américains souhaitaient l'annexion de Cuba aux États-Unis. Cependant, l'amendement Teller met fin à leurs ambitions. D'après l'amendement, les États-Unis ne peuvent pas annexer ou contrôler Cuba mais maintient le droit d'intervention au titre de la pacification du pays.
L'amendement Platt voté en 1901 signe le départ des troupes américaines du pays mais pose des conditions. En résumé, le texte demande la cession future et incontestée de terres pour construire des bases navales (Guantánamo) au titre de la protection de l'indépendance de Cuba, de sa sécurité et de celle des États-Unis,. Le texte stipule aussi que Cuba n'est pas autorisée à signer quelconque accord avec une puissance étrangère qui permettrait de s'installer ou de contrôler quelque portion de cette île,. Enfin, Cuba doit reconnaitre un droit d'intervention des États-Unis dans le pays au titre de garantir son indépendance, la protection du peuple et le maintien d'un gouvernement capable de protéger le peuple cubain,,. La dernière condition est que Cuba accepte et introduise le texte dans sa constitution. Ce texte affirme donc le contrôle des États-Unis sur Cuba d'un point de vue politique et militaire en interdisant la présence d'une puissance étrangère sur le sol cubain et un droit de regard et d'intervention dans le pays. Cuba a inscrit l'amendement dans sa constitution le 12 juin 1901. Le retrait des troupes américaines a eu lieu au cours de l'année 1902.
Les États-Unis ont utilisé l'amendement Platt pour intervenir à Cuba en 1906, 1912, 1917 et 1920 puis en 1934. En 1906, 2000 marines américains ont été envoyés pour calmer des insurrections politiques à la suite de la réélection du président Palma et le soulèvement des libéraux de José Miguel Gómez. Le pays aurait été administré par les américains de 1906 à 1909. En 1912, une révolte agricole aurait été réprimée par les troupes américaines et aurait fait plusieurs milliers de morts. En 1917, les États-Unis interviennent à la suite d'une tentative de coup d'État de José Miguel Gómez contre le président Mario García Menocal. Le président est maintenu au pouvoir. En 1934, les États-Unis soutiennent Fulgencio Batista qui renverse le président élu en 1933,. Plusieurs présidents soutenus par Fulgencio Batista se succèderont de 1934 à 1940 puis Fulgencio Batista prendra directement la tête du pays.

### Le rôle prépondérant de la Marine dans la diplomatie au gourdin
La marine américaine fut utilisée à de nombreuses reprises pour soutenir et appliquer la diplomatie au gourdin. Une marine forte et développée permet un rayon d'action plus étendu et de multiples approches militaires et diplomatiques. À cette époque, seuls les bateaux reliaient les continents et les îles. Toutes les interventions des États-Unis en territoires étrangers nécessitaient un engagement fort de la Marine à la fois dans la logistique en tant que transporteurs de troupes et de matériels mais aussi en protection des soldats. Elle fut utilisée aussi directement pour menacer la Colombie d'une intervention militaire lors de la révolte menant à l'indépendance du Panama. Plusieurs navires de la Marine américaine gardaient les accès au canal de Panama des deux côtés de l'isthme.
L'état des forces armées montre la puissance militaire d'un pays. La Marine américaine, sur ordre de Théodore Roosevelt, déploya des navires dans le cadre d'un voyage autour du Monde pour montrer la puissance du pays. Ces navires constituèrent la Grande flotte blanche ou Greet White Fleet en anglais. Ce furent 16 navires organisés en 4 escadres qui partirent faire un tour du monde. Ils firent le tour de l'Amérique du Sud, passèrent par San Francisco puis l'Océanie, le Canal de Suez et allèrent jusqu'en Europe. Ils finirent pas rentrer à leur point de départ en Virginie. Ce voyage a une portée diplomatique : cela montre les capacités d'endurance des bateaux, de la projection navale des États-Unis et établir de nouveaux liens à travers le contact des marins avec les autorités d'autres pays et des populations locales. Cette tournée diplomatique aurait été à l'origine du traité Root-Takahira mais cela reste à confirmer.